# Pasar Merah Timur
Pasar Merah Timur is een bestuurslaag in het regentschap Medan van de provincie Noord-Sumatra, Indonesië. Pasar Merah Timur telt 10.978 inwoners (volkstelling 2010).